# Élton Arábia
Élton José Xavier Gomes mais conhecido como Élton Arábia ou simplesmente Élton (Palmeira dos Índios, 7 de abril de 1986), é um ex-futebolista brasileiro que atuava como meio-campista.

## Carreira

### Corinthians
No início de 2006, Élton marcou seu primeiro gol com a camisa do Corinthians em jogo contra a Portuguesa Santista, que seria vencido pelo Corinthians por 5–1, o meia ficou muito emocionado e agradeceu a chance ao técnico Antônio Lopes de tê-lo colocado no time nesse jogo.

### Steaua Bucaresti e Arábia
Em 2007, o jogador assinou contrato com o Steaua Bucuresti, da Romênia.
Depois de três meses, o clube romeno decidiu negociá-lo com o Al-Nassr, da Arábia Saudita, onde marcou gols com frequência e deu muitas assistências. Ele foi amado e querido pelos torcedores do Al-Nassr, que o acharam único devido ao seu ritmo rápido e drible. A coisa mais distinta do jogador, que todos os fãs copiavam, usando perucas, era seu longo cabelo afro.

### Fortaleza
Em 2009, retornou ao Brasil para atuar pelo Fortaleza.

### Dubai Club
No final de 2009, Élton mudou-se para o Dubai Club, onde contribuiu para a vitória da equipe na Copa da Federação Asiática. Em fevereiro de 2010, ele foi emprestado ao Al-Wasl FC pelo resto da temporada 2009–10.

### Retorno à Arábia
Na temporada 2012–13, ele jogou pelo Al-Fateh, em 25 jogos da liga e marcou 11 gols, ajudando o time a conquistar o primeiro título da história do clube. Depois, jogou na Supertaça Saudita contra o Al-Ittihad Jeddah, aos 90 minutos o placar foi 2–2 e o jogo foi para a prorrogação. Elton marcou o gol da vitória aos 111 minutos, o resultado final foi de 3–2 para o Al-Fateh.
Em 2017, Élton transferiu-se para o Al-Qadisiyah.

### CRB
No dia 29 de julho de 2019, retornou ao Brasil e a Alagoas, para atuar pelo CRB.
| “ | "Estou muito feliz com esse retorno ao Brasil e, principalmente, por ter voltado ao futebol alagoano. Jogar em meu estado era meu desejo. Vou lutar muito para que tudo saia como estou planejando. Não vai faltar entrega, dedicação e motivação da minha parte para ajudar o CRB a conquistar seus objetivos na temporada." - comentou Elton | ” |

Fez a sua estreia no dia 18 de agosto, contra o Vitória. Marcou o seu primeiro gol pelo clube na partida do returno contra o mesmo Vitória, no dia 12 de novembro.

## Pessoal
Torcedor do Palmeiras na infância, declarou que se tornou corintiano ao atuar no clube:
| “ | Eu era palmeirense doente, mas tive que mudar de clube. Igual a torcida do Corinthians não tem. Joguei sete anos no Timão e posso dizer que no Brasil nada se compara à torcida corintiana. | ” |

## Títulos
Corinthians
- Campeonato Brasileiro: 2005

Al-Fateh
- Campeonato Saudita: 2012–13
- Saudi Super Cup: 2013